# Plače
Plače é uma vila localizada no município de Ajdovščina na Eslovênia. Possuía uma população estimada de 257 habitantes em 2020.